# Коншин, Николай Яковлевич
Никола́й Я́ковлевич Ко́ншин (1864—1937) — русский журналист и этнограф, депутат Государственной думы Российской империи I и II созывов от Семипалатинской области.

## Биография
Николай Коншин родился в Твери в дворянской семье в 1864 году. После окончания Тверской мужской гимназии учился на медицинском факультете Московского университета. За участие в студенческих беспорядках в 1884 году он был выслан на родину — в Тверь.
В 1885 году поступил в Демидовский юридический лицей в Ярославле, где стал членом студенческого революционного кружка, тесно связанного с организацией «Народная воля». В 1886 году он был снова арестован и осуждён, после чего провёл некоторое время в тюрьмах Ярославля, Москвы и Павлодара. После тюремного срока он был выслан на 3 года и 6 месяцев в город Зайсан Семипалатинской области, где работал частным поверенным при семипалатинском окружном суде, редактировал газету «Семипалатинский листок», состоял в семипалатинском подотделе Русского географического общества в должности управляющего делами. Открытие Семипалатинского подотдела РГО состоялось в 1902 году, а уже в 1904 году Николай Коншин был награждён серебряной медалью Императорского Русского географического общества.
Во время ссылки изучал историю казахского народа. В июле-августе 1898 года совершил поездку по Усть-Каменогорскому уезду, целью которой было «ознакомление на месте с положением переселенческих посёлков» и «изучение быта джатаков» на одном из участков «Казачьей десятивёрстной полосы». На основе материалов, собранных в ходе обследования посёлков Георгиевский, Александровский, Мариинский, Николаевский, Михайло-Архангельский, Карашский и Чубар-Каин, он опубликовал в 1899 году очерки «Переселенческие поселки в Усть-Каменогорском уезде» и «По Усть-Каменогорскому уезду».
В 1901 году опубликовал «Очерк экономического быта киргиз Семипалатинской области» на основе данных экспедиции, проведённой в 1899 году, для сбора материалов о быте казахов, проживающих на казачьих землях. Очерк описывает заселение и освоение русскими и казахами долины Иртыша, отображает процесс сближения русского и казахского народов, взаимовлияние национальных культур, обычаев.
После окончания ссылки он остался в Семипалатинске. В течение нескольких лет Коншин работал редактором «Памятных книжек Семипалатинской области», секретарём областного статистического комитета, правителем дел семипалатинского подотдела географического общества. С 1902 по 1905 годы заведовал городским музеем и библиотекой в Семипалатинске.
Написал также очерки о жизни Ф. М. Достоевского в Семипалатинске, статьи «О памятниках старины Семипалатинской области», «Административные расследования о неблагонадежных лицах в Усть-Каменогорске», «Материалы для истории политической административной ссылки в Степной край» и другие. За труды по истории Степного края и за участие в открытии Семипалатинского отдела географического общества Николай Коншин был удостоен серебряной медали Императорского Русского географического общества.
В июне 1906 года Николай Коншин был избран депутатом Государственной думы Российской империи I созыва от городского и крестьянского населения Семипалатинской области, однако не успел поработать в ней из-за её роспуска 8 июля 1906 года. Поддерживал конституционно-демократическую партию.
Весной 1907 года был повторно избран депутатом Государственной думы Российской империи II созыва, в которой позиционировал себя как «левый беспартийный прогрессист». Во время работы думы Коншин подписал заявление депутатов на имя председателя Государственной думы о необходимости взвешенного подхода к переселенческой политике правительства.
В марте 1907 года вошёл в Сибирскую парламентскую группу.
После установления Советской власти участвовал в организации Семипалатинского губернского архива.
Умер 1 августа 1937 года.